# John Taylor (baron Kilclooney)
Pour les articles homonymes, voir John Taylor.
John David Taylor, baron Kilclooney, (né le 24 décembre 1937) est un pair à vie Crossbencher d'Irlande du Nord, qui siège à la Chambre des lords depuis 2001. Il est auparavant député du Parti unioniste d'Ulster (UUP) pour Strangford de 1983 à 2001. Il est chef adjoint de l'UUP de 1995 à 2001, et membre de l'Assemblée d'Irlande du Nord (MLA) de 1998 à 2007, où il représente Strangford.
Avant son élection en tant que député, Taylor est Député européen pour l'Irlande du Nord, de 1979 à 1989.
Il est également membre du Parlement d'Irlande du Nord, représentant le siège de South Tyrone de 1965 à 1972.

## Jeunesse
Taylor est né à Armagh en Irlande du Nord. Il fait ses études à la Royal School d'Armagh et à l'Université Queen's de Belfast, où il obtient un baccalauréat ès sciences (BSc).

## Carrière politique
La carrière politique de Taylor commence en tant que député de South Tyrone à la Chambre des communes d'Irlande du Nord entre 1970 et 1972, et il sert dans le gouvernement d'Irlande du Nord en tant que ministre d'État au ministère de l'Intérieur.
Le 25 février 1972, il survit à une tentative d'assassinat à Armagh par l'Armée républicaine irlandaise officielle. Deux hommes, dont Joe McCann (qui est lui-même abattu quelques mois plus tard alors qu'il échappait à l'arrestation), criblent sa voiture de balles, frappant Taylor à cinq reprises au cou et à la tête. Taylor survit, mais a besoin d'une chirurgie reconstructive étendue sur sa mâchoire. Malgré cela, Taylor revient rapidement en politique. Il représente Fermanagh & South Tyrone dans l'éphémère Assemblée d'Irlande du Nord élue en 1973 et dissoute en 1974, à la suite de l'effondrement de l'exécutif de partage du pouvoir.
Il est élu Député européen pour l'Irlande du Nord en 1979, restant député jusqu'en 1989. Le 20 janvier 1987 Taylor quitte les démocrates européens, avec lesquels siègent les conservateurs, pour rejoindre le groupe controversé de la droite européenne.
Il est élu à l'Assemblée d'Irlande du Nord en 1982 pour North Down. Il devient ensuite député de Strangford en 1983, jusqu'en 2001. Il est membre du conseil municipal de Castlereagh de 1993 à 1997. En février 1989, il rejoint le très conservateur Monday club, de la « droite dure », et figure sur la liste de leurs orateurs à la conférence annuelle de son groupe de jeunes membres au United Oxford & Cambridge Club à Pall Mall, le 18 novembre 1989, lorsqu'il prend la parole sur "L'Union et l'Irlande du Nord".
À la suite des élections générales de 2001, le 17 juillet, il est créé pair à vie avec le titre de baron Kilclooney, d'Armagh dans le Comté d'Armagh siégeant en tant que crossbencher. Il siège au Conseil de police d'Irlande du Nord du 4 novembre 2001 au 31 mars 2006. Il continue à siéger en tant que membre de l'Assemblée d'Irlande du Nord jusqu'à sa retraite avant les élections de mars 2007. Il reste le seul homme politique actif à avoir participé à tous les niveaux de gouvernement en Irlande du Nord, du conseil local, du Parlement d'Irlande du Nord, de Westminster, de l'Europe.

## Vie privée
Taylor est membre du Farmers Club de Londres et du County Club d'Armagh City.
Il possède Alpha Newspapers, qui exploite des titres de journaux locaux en Irlande du Nord et en république d'Irlande. Il épouse Mary Todd en 1970 et a six enfants.